# Wayne Bridge
Wayne Michael Bridge (Southampton, 5 augustus 1980) is een Engels voormalig betaald voetballer die bij voorkeur als linksback speelde. Hij speelde van 2002 tot en met 2009 in 36 wedstrijden voor het Engels voetbalelftal, waarvoor hij één keer scoorde.

## Clubcarrière
Bridge debuteerde in het betaald voetbal bij Southampton, waar hij de jeugdopleiding doorliep. Hij speelde er clublegende Francis Benali uit het elftal en werd na het seizoen 2000/01 uitgeroepen tot speler van het jaar – Benali werd door de opmars van Bridge tot het einde van het seizoen uitgeleend aan Nottingham Forest. Na vijf jaar voor de Saints gespeeld te hebben, trok Bridge in 2003 naar Chelsea. Daar werd hij een vaste waarde, maar na een blessure en na de aankoop van Asier del Horno raakte Bridge op een zijspoor. In 2006 werd hij aan Fulham verhuurd. Daar wordt hij Putney genoemd. Dit komt van de Putney Bridge, die naast het stadion van het Fulham-stadion Craven Cottage staat. Na één seizoen haalde Chelsea hem terug, maar coach José Mourinho verkoos doorgaans Ashley Cole op zijn positie.
Hij tekende in januari 2009 een contract voor 4,5 seizoen bij Manchester City FC, dat daarvoor een niet bekendgemaakt bedrag betaalde aan Chelsea FC. Manchester City leende hem vervolgens uit aan West Ham United, Sunderland en Brighton & Hove Albion. Hij speelde in het seizoen 2013/14 voor degradant Reading. Bridges kwam dat seizoen maar twaalf keer in actie wegens knieproblemen. Op 6 mei 2014 werd hij door Reading ontslagen. Op dezelfde dag ging hij met pensioen.

## Interlandcarrière
Bridge debuteerde op 13 februari 2002 in de vriendschappelijke wedstrijd tegen Nederland in het Engelse nationale team en maakte deel uit van de selectie voor het WK voetbal 2006. Zijn 36e interland op 14 november 2009 tegen Brazilië bleek achteraf zijn laatste. Bridge debuteerde op 13 februari 2002 in de vriendschappelijke wedstrijd tegen Nederland in het Engelse nationale team en maakte deel uit van de selectie voor het WK voetbal 2006. Zijn 36e interland op 14 november 2009 tegen Brazilië bleek achteraf zijn laatste. In januari 2010 kwam in de publiciteit dat zijn goede vriend, mede-international en voormalig Chelsea-ploeggenoot John Terry een affaire gehad zou hebben met Bridges inmiddels ex-vriendin Vanessa Perroncel in de periode dat hij nog een relatie met haar had. De Engelse bondscoach Fabio Capello nam naar aanleiding van de publicaties Terry zijn aanvoerdersband af. Bridge gaf op 25 februari 2010 aan nooit meer met Terry samen te willen spelen en stopte voor Engeland uit te komen, omdat Terry daar nog steeds voor uitkwam.
| Interlands van Wayne Bridge voor Engeland | Interlands van Wayne Bridge voor Engeland | Interlands van Wayne Bridge voor Engeland | Interlands van Wayne Bridge voor Engeland | Interlands van Wayne Bridge voor Engeland | Interlands van Wayne Bridge voor Engeland |
| №                                         | Datum                                     | Wedstrijd                                 | Uitslag                                   | Competitie                                | Goals                                     |
| ----------------------------------------- | ----------------------------------------- | ----------------------------------------- | ----------------------------------------- | ----------------------------------------- | ----------------------------------------- |
| 1                                         | 13 Feb 2002                               | Nederland – Engeland                      | 1–1                                       | Vriendschappelijk                         |                                           |
| 2                                         | 27 Mar 2002                               | Engeland – Italië                         | 1–2                                       | Vriendschappelijk                         |                                           |
| 3                                         | 17 Apr 2002                               | Engeland – Paraguay                       | 4–0                                       | Vriendschappelijk                         |                                           |
| 4                                         | 21 May 2002                               | Zuid-Korea – Engeland                     | 1–1                                       | Vriendschappelijk                         |                                           |
| 5                                         | 26 May 2002                               | Engeland – Kameroen                       | 2–2                                       | Vriendschappelijk                         |                                           |
| 6                                         | 07 Jun 2002                               | Argentinië – Engeland                     | 0–1                                       | WK-eindronde                              |                                           |
| 7                                         | 12 Jun 2002                               | Nigeria – Engeland                        | 0–0                                       | WK-eindronde                              |                                           |
| 8                                         | 07 Sep 2002                               | Engeland – Portugal                       | 1–1                                       | Vriendschappelijk                         |                                           |
| 9                                         | 16 Oct 2002                               | Engeland – Macedonië                      | 2–2                                       | EK-kwalificatie                           |                                           |
| 10                                        | 29 Mar 2003                               | Liechtenstein – Engeland                  | 0–2                                       | EK-kwalificatie                           |                                           |
| 11                                        | 02 Apr 2003                               | Engeland – Turkije                        | 2–0                                       | EK-kwalificatie                           |                                           |
| 12                                        | 03 Jun 2003                               | Engeland – Servië en Montenegro           | 2–1                                       | Vriendschappelijk                         |                                           |
| 13                                        | 20 Aug 2003                               | Engeland – Kroatië                        | 3–1                                       | Vriendschappelijk                         |                                           |
| 14                                        | 10 Sep 2003                               | Engeland – Liechtenstein                  | 2–0                                       | EK-kwalificatie                           |                                           |
| 15                                        | 16 Nov 2003                               | Engeland – Denemarken                     | 2–3                                       | Vriendschappelijk                         |                                           |
| 16                                        | 18 Feb 2004                               | Portugal – Engeland                       | 1–1                                       | Vriendschappelijk                         |                                           |
| 17                                        | 05 Jun 2004                               | Engeland – IJsland                        | 6–1                                       | Vriendschappelijk                         | Goal                                      |
| 18                                        | 04 Sep 2004                               | Oostenrijk – Engeland                     | 2–2                                       | WK-kwalificatie                           |                                           |
| 19                                        | 08 Sep 2004                               | Polen – Engeland                          | 1–2                                       | WK-kwalificatie                           |                                           |
| 20                                        | 17 Nov 2004                               | Spanje – Engeland                         | 1–0                                       | Vriendschappelijk                         |                                           |
| 21                                        | 12 Nov 2005                               | Argentinië – Engeland                     | 2–3                                       | Vriendschappelijk                         |                                           |
| 22                                        | 01 Mar 2006                               | Engeland – Uruguay                        | 2–1                                       | Vriendschappelijk                         |                                           |
| 23                                        | 03 Jun 2006                               | Engeland – Jamaica                        | 6–0                                       | Vriendschappelijk                         |                                           |
| 24                                        | 16 Aug 2006                               | Engeland – Griekenland                    | 4–0                                       | Vriendschappelijk                         |                                           |
| 25                                        | 06 Jun 2007                               | Estland – Engeland                        | 0–3                                       | EK-kwalificatie                           |                                           |
| 26                                        | 16 Nov 2007                               | Oostenrijk – Engeland                     | 0–1                                       | Vriendschappelijk                         |                                           |
| 27                                        | 21 Nov 2007                               | Engeland – Kroatië                        | 2–3                                       | EK-kwalificatie                           |                                           |
| 28                                        | 06 Feb 2008                               | Engeland – Zwitserland                    | 2–1                                       | Vriendschappelijk                         |                                           |
| 29                                        | 28 May 2008                               | Engeland – Verenigde Staten               | 2–0                                       | Vriendschappelijk                         |                                           |
| 30                                        | 01 Jun 2008                               | Trinidad en Tobago – Engeland             | 0–3                                       | Vriendschappelijk                         |                                           |
| 31                                        | 15 Oct 2008                               | Wit-Rusland – Engeland                    | 1–3                                       | WK-kwalificatie                           |                                           |
| 32                                        | 19 Nov 2008                               | Duitsland – Engeland                      | 1–2                                       | Vriendschappelijk                         |                                           |
| 33                                        | 10 Jun 2009                               | Engeland – Andorra                        | 6–0                                       | WK-kwalificatie                           |                                           |
| 34                                        | 12 Aug 2009                               | Nederland – Engeland                      | 2–2                                       | Vriendschappelijk                         |                                           |
| 35                                        | 14 Oct 2009                               | Engeland – Wit-Rusland                    | 3–0                                       | WK-kwalificatie                           |                                           |
| 36                                        | 14 Nov 2009                               | Brazilië – Engeland                       | 1–0                                       | Vriendschappelijk                         |                                           |

## Clubstatistieken
| Seizoen  | Club                     | Competitie                           | Duels | Goals |
| -------- | ------------------------ | ------------------------------------ | ----- | ----- |
| 1997-'98 | Southampton FC           | Premier League                       | 0     | 0     |
| 1998-'99 | Southampton FC           | Premier League                       | 23    | 0     |
| 1999-'00 | Southampton FC           | Premier League                       | 19    | 1     |
| 2000-'01 | Southampton FC           | Premier League                       | 38    | 0     |
| 2001-'02 | Southampton FC           | Premier League                       | 38    | 0     |
| 2002-'03 | Southampton FC           | Premier League                       | 34    | 1     |
| 2003-'04 | Chelsea FC               | Premier League                       | 33    | 1     |
| 2004-'05 | Chelsea FC               | Premier League                       | 15    | 0     |
| 2005-'06 | Chelsea FC               | Premier League                       | 0     | 0     |
| 2005-'06 | → Fulham FC (huur)       | Premier League                       | 12    | 0     |
| 2006-'07 | Chelsea FC               | Premier League                       | 22    | 0     |
| 2007-'08 | Chelsea FC               | Premier League                       | 12    | 0     |
| 2008-'09 | Chelsea FC               | Premier League                       | 6     | 0     |
| 2008-'09 | Manchester City          | Premier League                       | 16    | 0     |
| 2009-'10 | Manchester City          | Premier League                       | 24    | 0     |
| 2010-'11 | Manchester City          | Premier League                       | 3     | 0     |
| 2010-'11 | → West Ham Uited FC      | Premier League                       | 15    | 0     |
| 2011-'12 | → Sunderland             | Premier League                       | 8     | 0     |
| 2012-'13 | → Brighton & Hove Albion | N-power Football League Championship | 37    | 3     |
| 2013-'14 | Reading                  | N-power Football League Championship | 12    | 0     |

## Erelijst
Chelsea
- FA Cup

2007